# Praksula Andoniadu
Praksula Andoniadu, gr. Πραξούλα Αντωνιάδου (ur. 10 września 1958 w Nikozji) – cypryjska polityk i ekonomistka, w latach 2011–2012 minister handlu, przemysłu i turystyki.

## Życiorys
Absolwentka ekonomii w London School of Economics, na tej samej uczelni uzyskała magisterium z ekonomii monetarnej. Przez prawie 25 lat była zawodowo związana z bankiem centralnym Cypru, w którym zajmowała stanowiska menedżerskie. Była koordynatorką tego banku w trakcie negocjacji akcesyjnych z Unią Europejską. Wchodziła w skład różnych komitetów powoływanych w ramach EBC i Eurostatu. Pełniła też funkcję dyrektora zarządzającego przedsiębiorstwa konsultingowego.
Została przewodniczącą ugrupowania Zjednoczeni Demokraci, które założył Jorgos Wasiliu. Jej partia współpracowała z lewicową formacją AKEL. Od sierpnia 2011 do marca 2012 Praksula Andoniadu sprawowała urząd ministra handlu, przemysłu i turystyki w rządzie Dimitrisa Christofiasa. W 2013 wystartowała w wyborach prezydenckich, w pierwszej turze głosowania zajęła 5. miejsce wśród 11 kandydatów z wynikiem 0,6% głosów.